# 7675 Gorizia
Gorizia (asteróide 7675) é um asteróide da cintura principal, a 2,1911225 UA. Possui uma excentricidade de 0,0927607 e um período orbital de 1 370,92 dias (3,75 anos).
Gorizia tem uma velocidade orbital média de 19,16550855 km/s e uma inclinação de 4,74624º.